# Леон, Хулио Сесар де
Ху́лио Се́сар де Лео́н Де́йли (исп. Julio César de León Dailey; род. 13 сентября 1979, Пуэрто-Кортес) — гондурасский футболист, атакующий полузащитник.

## Карьера
Хулио Сесар де Леон — воспитанник клуба «Депортиво Платенсе». В 1996 году он дебютировал в основе команды в матче с клубом «Реал Майя», в котором сразу же забил свой первый гол в чемпионате Гондураса. Всего в «Платенсе» он играл в течение 4 лет, проведя 74 матча и забив 18 голов. В 2000 году Хулио Сесар перешёл в мексиканский клуб «Селая», но там он не смог пробиться в основной состав и вернулся на родину, в клуб «Олимпия» (Тегусигальпа), за который провёл 12 матчей и забил 2 гола, последний из которых 26 мая 2001 года в ворота «Бронкос де Чолутека». После этого, Хулио Сесар провёл несколько месяцев в уругвайском клубе «Депортиво Мальдонадо»
В 2001 году Хулио Сесар перешёл в итальянский клуб «Реджина», которому в первом же сезоне помог выйти в серию А. После покупкой клуба Сюнсукэ Накамуры, Леон потерял место в основе команды, чаще выходя со скамьи запасных. В 2004 году он перешёл в «Фиорентину». Летом 2004 года Леон перешёл в клуб серии В, «Катандзаро», где забил мяч в дерби с «Кротоне». В том же сезоне он перешёл в «Самбенедеттезе» из серии С1. Затем Леон играл за «Авеллино» и «Терамо». В 2006 году Хулио Сесар вернулся в «Реджину», за которую провёл 16 матчей и забил 2 гола, став игроком основы клуба.
16 января 2007 года Хулио Сесар перешёл в клуб «Дженоа» за 3 млн евро. Болельщики «Реджины» осудили шаг президента клуба, Лилло Фотти, по поводу продажи гондурасца, но тот связал переход игрока с неблагоприятной экономической ситуацией в клубе. 29 января Леон дебютировал в составе клуба в матче с «Наполи», заменив Массио Ботту; в той же игре Хулио Сесар забил мяч, который принёс его клубу ничью. По окончании сезона Леон был признан лучшим игроком «Дженоа» по опросу болельщиков клуба. В январе 2008 года Хулио Сесар получил травму, растяжение икроножной мышцы, из-за чего не выступал более месяца. Всего во втором сезоне он провёл 21 матч и забил 4 гола.
9 июня 2008 года Хулио Сесар перешёл в «Парму», подписав контракт до лета 2011 года. В первом сезоне в команде он провёл 32 матча и забил 6 голов, чем помог клубу вернуться в серию А. 28 августа 2009 года Леон перешёл, на правах аренды, в клуб «Торино».

## Международная карьера
Хулио Сесар начал выступать за сборную Гондураса с 1999 года. Он был участником Кубка Америки 2001 и Олимпиады 2000, молодёжного чемпионата мира 1999. Был в заявке сборной Гондураса на чемпионат мира 2010, однако накануне турнира получил травму, и за день до стартового матча Гондураса, был заменён в заявке на Джерри Паласиоса.
Леон был участником исторического матча для сборной Гондураса на Кубке Америки 2001 года, когда приглашённые на турнир представители КОНКАКАФ сенсационно обыграли в 1/4 финала сборную Бразилии, более половины игроков которой через год стали чемпионами мира. Де Леон провёл 4 матча своей сборной на турнире в Колумбии — 2 игры группового этапа (включая победу над сборной Уругвая), четвертьфинал и полуфинал против будущих победителей — сборной Колумбии.